# 2413-as mellékút (Magyarország)
A 2413-as út a Heves vármegyei Egerbakta és Bükkszék mellett haladó 2412-es út között húzódik, csak Egerbakta belterületén halad keresztül. Mintegy 15,7 km hosszú, négyszámjegyű, 2x1 sávos, a -es főút és a 2412-es út között kiépített összekötő út; kezelője a Magyar Közút Kht. Heves megyei Igazgatósága.